# Dimitrije Kamenović
Dimitrije Kamenović, né le 16 juillet 2000 à Pirot en Serbie, est un footballeur serbe qui évolue au poste d'arrière gauche à la Lazio Rome.

## Biographie

### En club
Né à Pirot en Serbie, Dimitrije Kamenović est formé au FK Čukarički. C'est avec ce club qu'il fait ses débuts professionnels, le 10 mars 2019, lors d'une rencontre de championnat de la saison 2018-2019 face au FK Dinamo Vranje. Il est titularisé au poste d'arrière gauche et les deux équipes se neutralisent (0-0).
Le 3 octobre 2020, il inscrit son premier but en championnat, sur la pelouse du Spartak Subotica. Toutefois, son équipe s'incline 4-2. Titulaire indiscutable, il dispute 30 matchs en championnat cette saison là.
En juin 2021 il est annoncé à la Lazio de Rome,. Il s'engage officiellement avec le club en juillet. Il faut attendre le 21 mai 2022 et la dernière journée de la saison 2021-2022 de Serie A pour le voir jouer son premier match avec la Lazio, contre le Hellas Vérone. Ce jour-là il entre en jeu à la place de Luiz Felipe et les deux équipes se neutralisent (3-3).
En janvier 2023, Dimitrije Kamenović est prêté jusqu'à la fin de la saison au Sparta Prague, le transfert est annoncé dès le 30 décembre 2022.
En février 2024, il est prêté avec option d'achat au Yverdon Sport en Suisse. En janvier 2025, il se blesse aux adducteurs qui le tiendra éloigné des terrains pour un quelques mois.

### En sélection
Il est sélectionné avec l'équipe de Serbie des moins de 17 ans pour participer au championnat d'Europe des moins de 17 ans en 2017. Lors de ce tournoi organisé en Croatie, il joue l'intégralité des trois matchs de son équipe. La Serbie est éliminée dès la phase de groupe avec une victoire et deux défaites en trois matchs.
Considéré comme l'un des joueurs les plus prometteurs du pays, Dimitrije Kamenović est convoqué en octobre 2019 pour la première fois avec l'équipe de Serbie espoirs. Il est le premier joueur du FK Čukarički à être convoqué avec les espoirs depuis très longtemps. Il joue son premier match avec les espoirs le 15 octobre 2019 contre la Pologne. Il est titularisé au poste d'arrière gauche lors de cette rencontre perdue par son équipe (1-0).